# Baiyangcun

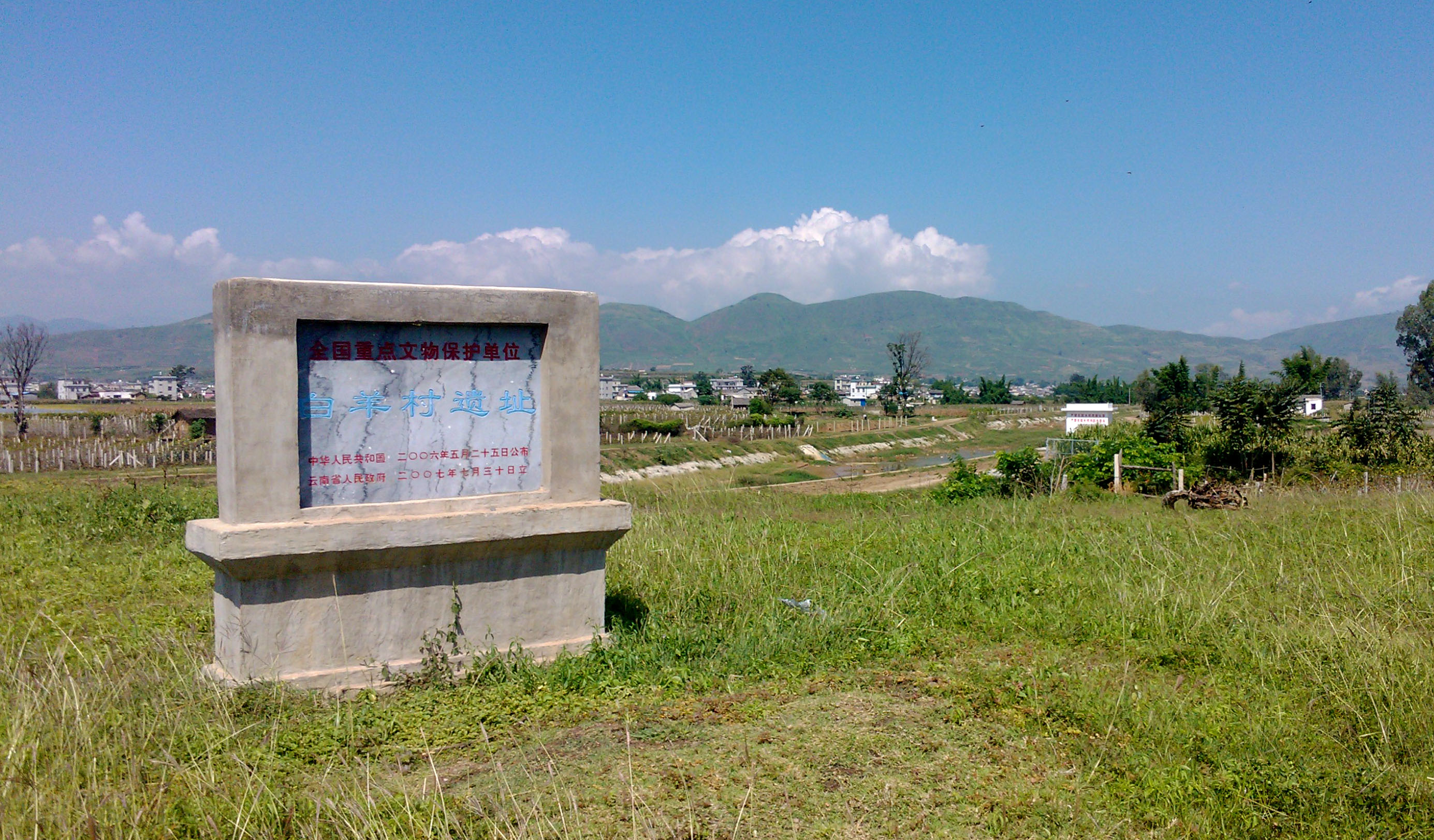
Denkmal der Baiyangcun-Stätte

Die Baiyangcun-Stätte (chinesisch 白羊村遗址, Pinyin Báiyángcūn yízhǐ) ist ein neolithischer Fundort in dem Dorf Baiyangcun des Kreises Binchuan in der chinesischen Provinz Yunnan.
Es ist die namensgebende Stätte für die Baiyangcun-Kultur (Baiyangcun wenhua), die auf eine Zeit von 5000 bis 3700 Jahren v. Chr. datiert wird.
Die Stätte steht seit 2006 auf der Liste der Denkmäler der Volksrepublik China.